# 圣马尔杜蒂耶
圣马尔杜蒂耶（法語：Saint-Mars-d'Outillé，法語發音：[sɛ̃ maʁ dutije]）是法国萨尔特省的一个市镇，属于勒芒区。

## 地理
圣马尔杜蒂耶（47°52'15"N, 0°19'56"E）面积38.04 平方千米，位于法国卢瓦尔河地区大区萨尔特省，该省份为法国西北部内陆省份，北起顺时针与奥恩省、厄尔-卢瓦省、卢瓦-谢尔省、安德尔-卢瓦尔省、曼恩-卢瓦尔省和马耶讷省接壤，是法国大西部的入口，连接卢瓦尔河谷、布列塔尼和巴黎盆地。
与圣马尔杜蒂耶接壤的市镇（或旧市镇、城区）包括：布雷特莱潘、埃科穆瓦、马里涅拉耶、帕里涅莱韦克。

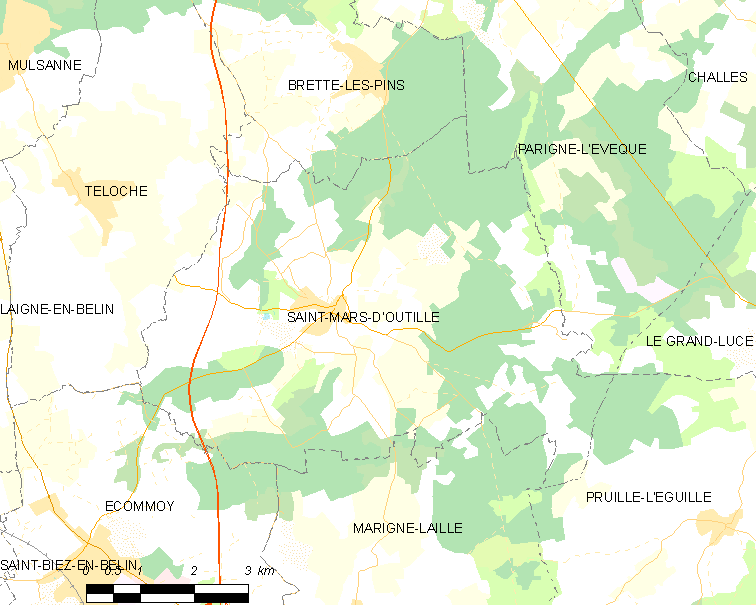
圣马尔杜蒂耶的OSM定位图

圣马尔杜蒂耶的时区为UTC+01:00、UTC+02:00（夏令时）。

## 行政
圣马尔杜蒂耶的邮政编码为72220，INSEE市镇编码为72299。

## 政治
圣马尔杜蒂耶所属的省级选区为尚热县。

## 人口

1962-2008年间圣马尔杜蒂耶人口变化图示

圣马尔杜蒂耶于2022年1月1日时的人口数量为2471人。